# Sinningia glazioviana
Sinningia glazioviana är en tvåhjärtbladig växtart som först beskrevs av Karl Fritsch, och fick sitt nu gällande namn av Chautems. Sinningia glazioviana ingår i släktet Sinningia och familjen Gesneriaceae. Inga underarter finns listade i Catalogue of Life.